# 乌兹别克斯坦“民族复兴”民主党
乌兹别克斯坦“民族复兴”民主党是乌兹别克斯坦的一个政党。
2004年12月24日至2005年1月9日举行的议会选举中，民族复兴民主党獲得120議席中11議席。2007年总统选举中，该党候选人为胡尔什德·杜斯特穆哈马德。
党的宗旨：提高全民民族意识，培养民众特别是青年一代的民族自豪感和爱国主义精神，团结所有爱国人士提高乌国际威望，不惜一切代价捍卫国家独立和价值观，反对任何损害乌利益的企图。现任党主席阿·图尔苏诺夫，《民族复兴报》为党报。

## 合併
2008年，该党与自我牺牲者民族民主党合并，合併後新政党保留了乌兹别克斯坦“民族复兴”民主党的名字。